# Joaquim Ferreira Durão
Joaquim Ferreira Durão (Ponta Delgada, 19 de Fevereiro de 1876 — Cuangar, 31 de Outubro de 1914), mais conhecido por Tenente Ferreira Durão, foi um militar do Exército Português morto em combate quando defendia o Forte de Cuangar, um forte fronteiriço angolano na localidade de Cuangar (ou Quangar, como então era grafado) contra um ataque de forças alemãs das Schutztruppe do Sudoeste Africano Alemão. Aquele ataque, comandado pelo capitão de cavalaria da reserva Wilhelm Lehmann (um fazendeiro dos arredores de Grootfontein), era uma retaliação pela morte de um grupo de cidadãos alemães em Naulila, incidente que ocorrera duas semanas antes, e foi prelúdio para o Desastre de Naulila e para o envio de uma força expedicionária portuguesa para a região.

## Biografia
Nasceu na freguesia de São Pedro da cidade de Ponta Delgada, filho de Joaquim José Guilherme Ferreira Durão, oficial do Exército então ali estacionado. Ainda criança foi residir em Angra do Heroísmo, para aonde o seu pai, entretanto promovido a capitão, fora transferido. Viveu no Castelo de São João Baptista do Monte Brasil do qual seu pai fazia parte da guarnição.
Frequentou o Instituto Angrense e depois o Liceu Nacional de Angra do Heroísmo, assentando praça como voluntário a 3 de Novembro de 1892 no Regimento que estava de guarnição na Terceira. 
Apesar da família ter sido transferida para Lisboa, deixando a ilha Terceira a bordo do vapor Vega a 25 de Maio de 1894, permaneceu na Terceira, atingindo nesse ano o posto de 2.º sargento e fazendo exame do 2.º curso das Escolas Regimentais, no Castelo, a 29 de Agosto desse ano, sendo aprovado com distinção.
Prosseguiu a sua carreira militar, sendo promovido a alferes em 1906. Teve uma notável folha de serviços nas colónias, sendo nomeado capitão-mor do Cuamato (ao tempo Quamato), cargo que ocupava quando, estando no comando do forte de Cuangar, foi morto num recontro fronteiriço com as forças alemãs da vizinha colónia do Sudoeste Africano Alemão, desencadeando uma onda de patriotismo que se traduziria num reforço das posições do quadrante político que defendia a entrada de Portugal na Primeira Guerra Mundial.
O seu nome foi incluindo na toponímia de diversas povoações, incluindo na de Angra do Heroísmo (na agora novamente denominada Rua de São Pedro), mas foi entretanto largamente esquecido.